# Tour de l'horloge de Beaune
Pour les articles homonymes, voir Tour de l'Horloge.
Le beffroi, dit tour de l'horloge, de Beaune est une tour construite aux XIIIe et XIVe siècles, située place Monge, à Beaune, en Côte-d'Or.
La tour de l'horloge de Beaune, qui appartient à la ville de Beaune, a été classée monument historique par arrêté du 27 août 1885.

## Historique
En 1395, à la suite d'un différend entre la ville de Beaune et l'abbaye de Maizières, le duc Philippe III le Hardi ordonna aux religieux de céder à la ville, pour 200 Francs-or, une tour et maison sises rue du marché au charbon. En novembre 1397, le duc accorda une partie des deniers levés sur le sel pour l'établissement d'une horloge sur la tour ; la cloche la plus ancienne est datée 1407.
Une délibération du 8 avril 1575 mentionne un marché avec Jehan de Curtil, couvreur à Beaune pour recouvrir l'horloge en tuiles plombées, ardoises et autres.
En 1681, un procès-verbal de visite décrit le bâtiment comme une tour à six étages dont seul le premier peut être habité, les autres n'ayant pas de plancher (les poids de l'horloge descendaient alors jusqu'au deuxième étage). La tour, jugée en mauvais état, devra être surélevée de 12 pieds (3,90 m) pour qu'on entende l'horloge dans toute la ville. À cette date, la grande lucarne Est contient un cadran surmonté d'une lune ; à la fin du XVIIIe siècle, Bredeault rapporte qu'un globe moitié noir, moitié doré marquait les phases de la lune ; deux inscriptions sur papier retrouvées dans le globe en 1800 indiquent qu'il a été fait en 1620 et redoré en 1780.
Une nouvelle horloge fut achetée à Paris en 1860 et le cadran remplacé en 1880. Au XVIIe siècle, l'autre lucarne était ornée d'un Mercure en plomb.
La tour de l'horloge fut maintes fois réparée au cours des siècles ; à la suite d'un devis estimatif des réparations dressé en juin 1749 par les entrepreneurs beaunois Bellevault et Rouge, la municipalité décida, le 20 décembre 1750, de faire démolir la tour jugée en trop mauvais état. Devant la réprobation générale, le projet de destruction fut abandonné et l'édifice consolidé par des tirants suivant le devis de 1749. Un mémoire de réparation fut établi, en 1785, par Pourcher.
En 1893, la charpente, la toiture et la plomberie d'art du campanile furent restaurées, et les baies murées ou en partie détruites restituées d'après le devis de Selmersheim.

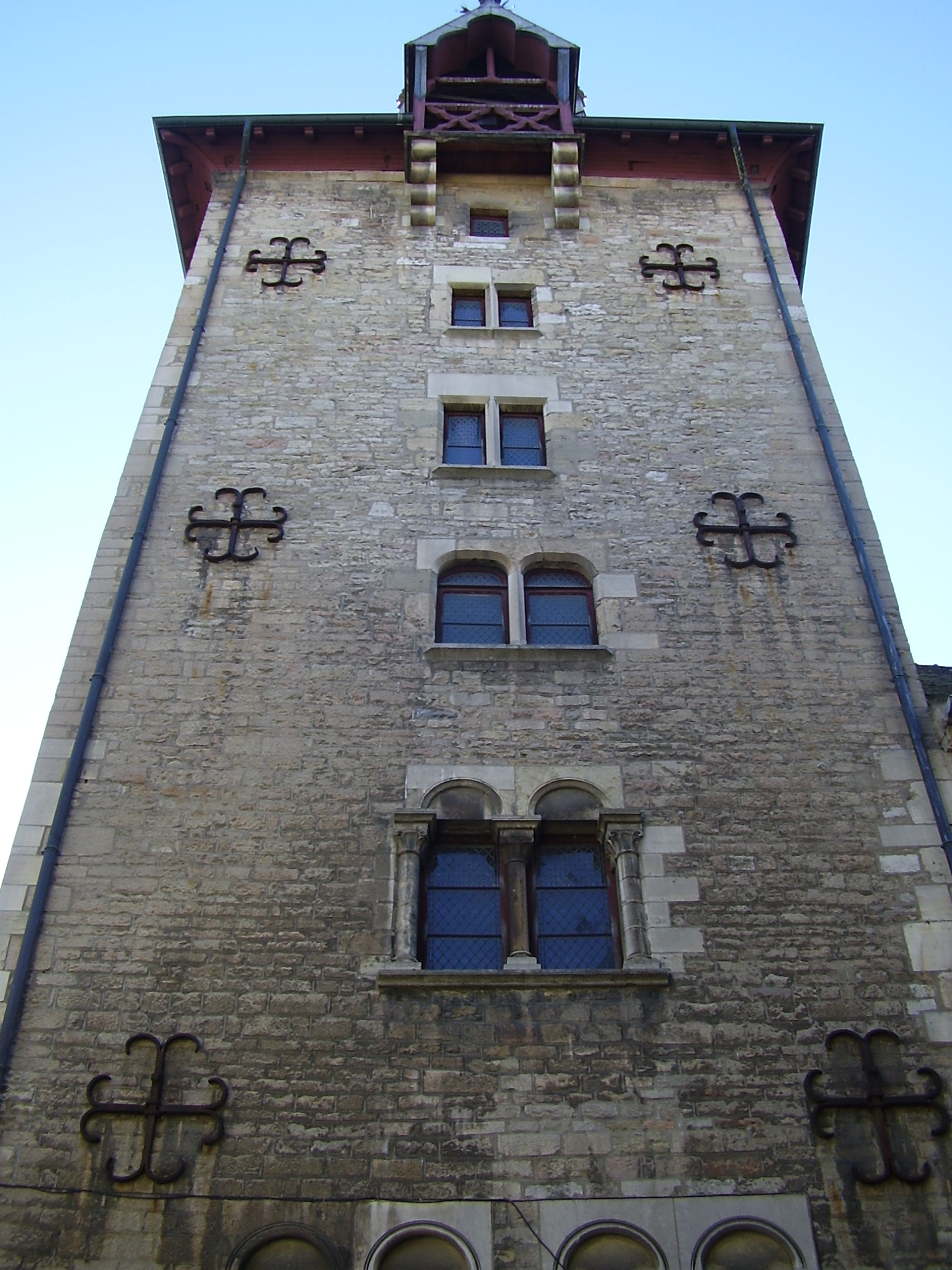
Tour de l'horloge de Beaune

## Description
La tour comprend une cave voûtée avec puits, un rez-de-chaussée qui abritait une boutique, et cinq étages couverts de planchers sur poutres. La cave est accessible par un escalier droit en pierre, le premier étage par un escalier en vis en pierre et les autres par des escaliers droits en bois.
Les cinq étages sont percés côté rue de fenêtres à coussièges, le sixième d'un jour rectangulaire sur chaque face. Au deuxième étage, une cheminée a conservé un corbeau et des piédroits anciens.
La tour est couverte d'un toit d'ardoise en pavillon surmonté d'un campanile ajouré en charpente recouverte de plomb ; sa flèche à gargouilles est ornée d'une couronne ducale au tiers supérieur et d'un épi de faîtage.
Depuis 2009, le soir y est projeté une animation vidéo spécialement conçue pour l'architecture du bâtiment. Elle met en scène des rouages et engrenages d'horloges, l'intérieur du bâtiment, et un chat jouant avec les lumières qui pourraient sortir des fenêtres.